# تاريخ المثليين

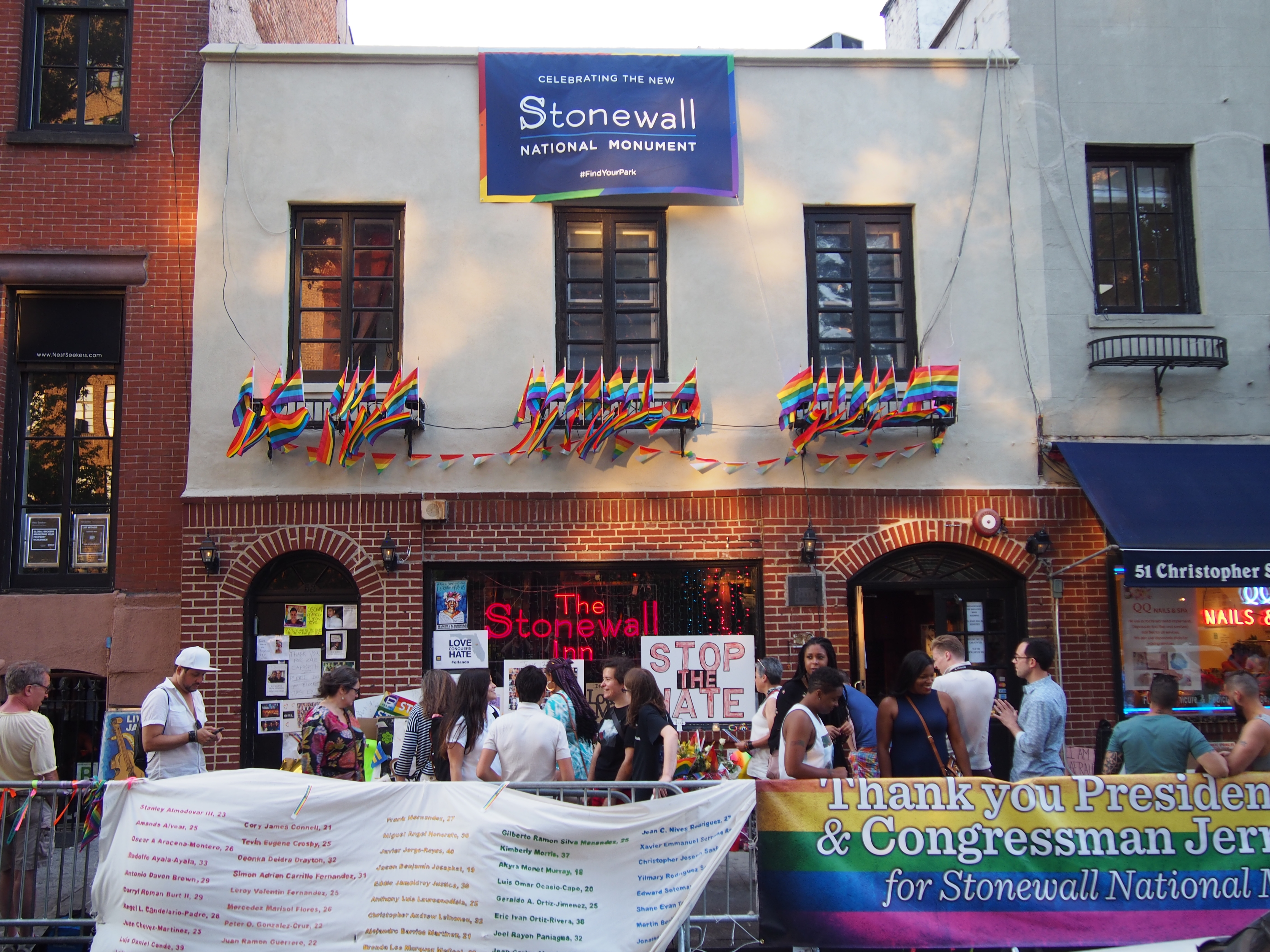
نزل ستونوول الواقع في حي قرية غرينتش بمنطقة مانهاتن في مدينة نيويورك والمدرج بصفته معلمًا تاريخيًا وطنيًا في الولايات المتحدة. كان النزل موقع أعمال شغب ستونوول في شهر يونيو من عام 1969، والتي لعبت دورًا محوريًا في حركة حقوق المثليين

يعود تاريخ المثليات والمثليين ومزدوجي التوجه الجنسي والمتحولين جنسيًا (مجتمع الميم) إلى أول حالات الحب المسجلة من نفس الجنس والحياة الجنسية للحضارات القديمة، والتي تشمل تاريخ وثقافات المثليات، والمثليين، ومزدوجي التوجه الجنسي، وعابري الهوية الجنسية حول العالم. ما بقي بعد قرون عديدة من الاضطهاد -نتيجة العار، والقمع، والسرية- لم يُتابع إلا في العقود الأخيرة وتشابك أكثر في السردات التاريخية السائدة.
في عام 1994 بدأ الاحتفال السنوي بشهر تاريخ مجتمع الميم في الولايات المتحدة، ومنذ ذلك الحين نسخته البلدان الأخرى. يتضمن هذا الاحتفال تسليط الضوء على تاريخ الشعب، وحقوق المثليين، وحركات الحقوق المدنية ذات الصلة. اعتمد اليوم الوطني للإجهار خلال أكتوبر في الولايات المتحدة، تحديدًا في 11 أكتوبر. في المملكة المتحدة، اعتمِد خلال شهر فبراير، تزامنًا مع احتفال كبير بإلغاء المادة 28 لعام 2005، التي منعت السلطات المحلية من «تعزيز» المثلية الجنسية.

## التاريخ القديم
من بين الشخصيات التاريخية، سُجل البعض على أنهم على علاقة مع الآخرين من جنسهم -حصرًا أو على علاقات مع الجنس الآخر- في حين سُجل البعض الآخر على أنه على علاقة بالجنس الآخر فقط. ومع ذلك، هناك حالات حب وجنس من نفس الجنس في جميع الحضارات القديمة تقريبًا. بالإضافة إلى ذلك، سُجل الأشخاص من الجنس الثالث أو ما يُعتقد أنه خنثى في جميع الثقافات تقريبًا عبر تاريخ البشرية.

### إفريقيا
أفاد علماء الأنثروبولوجيا ستيفين موراي، وويل روسكو أن النساء في ليسوتو انخرطن في «علاقات جنسية طويلة الأمد مدعومة اجتماعيًا»، تسمى موتسويل. سجل إدوارد إيفان يفانز بريتشارد أيضًا أن المحاربين الذكور من شعب الأزاندي (في شمال الكونغو) اعتادوا بصورة روتينية أن يتخذوا لأنفسهم غلمانًا تتراوح أعمارهم بين اثني عشر وعشرين عامًا، الذين ساعدوهم في المهام المنزلية، وشاركوهم المفاخذة مع الأزواج الأكبر سنُا. اندثرت هذه الممارسة في أوائل القرن العشرين، بعد أن سيطر الأوروبيون على البلدان الأفريقية، لكن الشيوخ رووها إلى إيفانز بريتشارد.

#### مصر القديمة
عُثر على شقفة مرسومة يعود تاريخها إلى فترة رمسيس التي تصور صورًا مرسومة على عجل للجنس المثلي والجنس الآخر. يتوقع أن الثنائي ني عنخ خنوم، وخنوم حوتب كانا مثليي الجنس اعتمادًا على وضعية عناقهما وجهًا لوجه في قبرهما المشترك، وهما أخصائيا تجميل أظافر في قصر الملك ني أوسر رع خلال حكم الأسرة الخامسة للفراعنة المصريين، نحو 2400 ق.م. لقصة الملك نفر كا رع والقائد ساسينيت، إحدى قصص المملكة الوسطى، حبكة مثيرة تدور حول علاقة الملك المثلية السرية مع أحد جنرالاته. ربما تشير القصة في الواقع إلى الفرعون بيبي الثاني، الذي كان على الأرجح مثلي الجنس.

#### مصر الحديثة المبكرة
كانت واحة سيوة ذات أهمية خاصة لعلماء الأنثروبولوجيا وعلماء الاجتماع بسبب قبولها التاريخي لمثلية الذكور. ربما نشأت هذه الممارسة لأن الرجال والصبية المراهقين غير المتزوجين في العصور القديمة كانوا مطالبين بالعيش والعمل معًا خارج مدينة شالي، منعزلين لعدة سنوات عن إمكانية الوصول إلى النساء المتاحات. في عام 1900 ذكر عالم المصريات الألماني جورج ستايندورف «يُحتفل بمهرجان الزواج من الغلام مع أبهة عظيمة، وكان المال المدفوع للغلام يبلغ أحيانًا خمسة عشر جنيهًا، في حين كان المال المدفوع لامرأة يزيد قليلاً عن جنيه واحد». أفاد عالم الآثار الكونت بايرون دي بروروك في عام 1937 أنه «لم يكن بالإمكان الاقتراب من الحماس حتى في سدوم... لم تكن المثلية الجنسية متفشية فحسب، بل كانت مستعرة... وكان لكل راقصٍ حبيبه... وكان لدى الزعماء حرملك من الغلمان».
أشار والتر كلاين إلى أن: «جميع الرجال والفتيان الطبيعيين في سيوان يمارسون السدومية... لا يخجل السكان الأصليون من ذلك، يتحدثون عنها علانية مثلما تحدثهم عن حبهم للمرأة، وتنشأ العديد من معاركهم إن لم يكن معظمها من المنافسة على المثلية الجنسية... يعير الرجال البارزون أبناءهم لبعضهم البعض... جميع السيويون يعرفون التزاوج الذي حدث بين شيوخهم وأبناء شيوخهم... تتراوح أعمار معظم الفتيان المستخدمين في السدومية بين 12 و18 عامًا». في أواخر الأربعينيات من القرن العشرين، أخبر أحد تجار سيوان الروائي البريطاني الزائر روبن موام أن رجال سيوان «يقتلون بعضهم البعض من أجل غلام، وليس من أجل امرأة».

### الأمريكيتان
بين الشعوب الأصلية في الأمريكيتين قبل الاستعمار الأوروبي، احترمت عدد من الدول أدوار المثليين، ومزدوجي التوجه الجنسي، والأفراد غير المتوافقين جندريًا؛ في العديد من مجتمعات السكان الأصليين، ما تزال هذه الأدوار الاجتماعية والروحية ملحوظة. في حين أن لكل ثقافة أصلية أسماء خاصة بها لهؤلاء الأفراد، فالمصطلح الحديث الهندي العامي الذي اعتمِد بالإجماع هو «ثنائيو الروح». عادة يجري التعرف على هذا الفرد في وقت مبكر من حياته، ويُربى بالطريقة المناسبة، ويتعلم من الحكماء العادات والواجبات الروحية والاجتماعية التي يحققها هؤلاء الأشخاص المميزون في المجتمع.

### آشور القديمة
تنص تشريعات القانون الآشوري الأوسط (1075 قبل الميلاد) على أنه: إذا جامع الرجل رفيقه في السلاح، يُحول إلى مخصي. هذا هو أقدم قانون معروف يدين فعل الجماع بين الذكور في الجيش. على الرغم من هذه القوانين، فإن الجرائم الجنسية تعاقب على نفس السوية سواء أكانت مثلية أو مغايرة في المجتمع الآشوري. يعود تاريخ فن الجماع الشرجي المصوّر بحرية، الذي يمارس باعتباره جزءًا من الطقوس الدينية، إلى الألفية الثالثة قبل الميلاد وما بعدها.
علاوة على ذلك، فإن مقالة «المثلية الجنسية» في «الموسوعة الحقيقية لعلم الأشوريات» تنص على: «وبالتالي، لا تُدان المثلية الجنسية في حد ذاتها في أي مكان باعتبارها إباحيةً، أو غير أخلاقيةً، أو اضطرابًا اجتماعيًا، أو انتهاكًا لأي قانون بشري أو إلهي. يمكن لأي شخص أن يمارسها بحرية، تمامًا مثلما يمكن لأي شخص أن يزور عاهرة، شريطة أن يحدث ذلك دون عنف أو إكراه، ويفضل أن يهتم المتخصصون فيما يتعلق بالدور السلبي. لا يوجد شيء يُنظر إليه على أنه خاطئ دينيًا في الحب المثلي بين الرجال وفي الحقيقة أنهم صلوا من أجل هذه النعمة الإلهية. يبدو من الواضح أن بلاد ما بين النهرين لم ترَ شيئًا خاطئًا في الأفعال الجنسية المثلية بين البالغين المتراضين».

### الصين القديمة

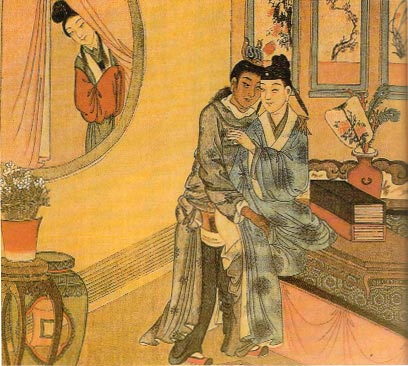
لوحة صينية تعود لعهد سلالة تشينغ لامرأة تتلصص على عاشقين خلال اختلائهما.

اعترِف بالمثلية الجنسية في الصين منذ العصور القديمة. توصل الباحث بان غوانغدان (潘光旦) إلى استنتاج مفاده أن كل إمبراطور تقريبًا في سلالة هان كان لديه شريك جنسي واحد أو أكثر. سُجِلت المثلية الجنسية في الصين، المعروفة باسم شغف قطع الكم والعديد من العبارات الملطفة الأخرى منذ عام 600 قبل الميلاد تقريبًا. ذُكِرت المثلية الجنسية في العديد من الأعمال الشهيرة في الأدب الصيني. تبدو حالات العاطفة والتفاعلات الجنسية من نفس الجنس الموصوفة في الرواية الكلاسيكية «حلم الغرفة الحمراء» مألوفة للمراقبين في الوقت الحاضر مثلما تفعل القصص المماثلة للرومانسية بين الأشخاص المغايرين جنسيًا خلال نفس الفترة. ركزت الكونفوشية، كونها فلسفة اجتماعية وسياسية في المقام الأول، قليلًا على النشاط الجنسي، سواء كان مثليًا أو مغايرًا جنسيًا. هناك أيضًا أوصاف لمثليات الجنس في بعض كتب التاريخ. يُعتقد أن المثلية الجنسية كانت شائعة في عهد كل من سلالات سونغ، ومينغ، وتشينغ.